# حسام حسني
حسـام حسن حسني أحمد حسن من مواليد مدينة الكويت في 2 أكتوبر 1966 م، تلقى تعليمه في الكويت حتى أتم المرحلة الثانوية ثم التحق بكلية التربية الموسيقية بالقاهرة سنة 1986، ليصقل موهبته الموسيقية بالدراسة حتى حصل على بكالوريوس التربية الموسيقية سنة 1991. 

## المسيرة الفنية
بدأت موهبة حسام حسني الموسيقية في الظهور منذ الصغر من خلال الأنشطة المدرسية حيث كان يغني ويلحن ويعزف مما جعله يتجه لدراسة الموسيقى بكلية التربية الموسيقية وفي تلك الفترة تعرف على الشاعر الغنائي عنتر هلال حيث كونا معاً ثنائي فني قدم لوناً فنياً جديداً يتميز بالبساطة وخفة الدم وأعاد إحياء الأغنية الفرانكوآراب ولاقى هذا اللون نجاحاً كبيرا.
كان أول تعارف بين حسام حسني وجمهوره هو ألبوم «لولاش» والذي كان له صدى كبير لدى الجمهور فكان انطلاقة حقيقية لحسام حسني في طريق النجومية.
قام بالتلحين والتوزيع الموسيقي للعديد من نجوم الغناء في العالم العربي منهم:هاني شاكر وعمرو دياب ومصطفى قمر ومحمد محي وسيمون ومحمد العبد.
بالإضافة إلى التوزيع الموسيقي للكثير من الأعمال الغنائية لحسام حسني العديد من المقطوعات الموسيقية من أشهرها «عالميات».
خاض حسام حسني تجربة التمثيل ثلاث مرات من خلال فيلم «أيس كريم في جليم» والذي وضع له أيضاً الموسيقى التصويرية، ثم مسرحية «ليلة الدخلة»، وأخيراً مسرحية «فيما يبدو سرقوا عبده».
في سنة 2001 حصل حسام حسني على درجة الماجستير في التأليف والتوزيع الموسيقي وقيادة الأوركسترا.
يحمل عضوية جمعية المؤلفين والملحنين بباريس وكذلك عضوية نقابة المهن الموسيقية بمصر.

## الألبومات
قدم حسام حسني خلال مشواره الفني ستة ألبومات غنائية هي:
- لولاش
- كل البنات
- حنين وشوق
- تتجوزيني
- أحلى البنات
- عالميات

و يقوم حالياً بالتحضير لألبومه الجديد «ما قلتليش» [بحاجة لمصدر]

## الأغاني المصورة
كما قام بتصوير 10 أغاني فيديو كليب هي:
- الدنيا حر
- كل البنات
- no body
- أحلى البنات
- تتجوزيني
- تاتش وود
- عارفة
- محسودة
- رأس السنة
- شوشو
- يا نجم

## الحفلات
شارك حسام حسني في العديد من المهرجانات والحفلات من أهمها: 
- مهرجان عيد الحب بمدينة باسادينا بالولايات المتحدة الأمريكية سنة 1997.
- حفل التلفيزيون العربي الأمريكي بلوس أنجلوس سنة 1997م
- حفل مدينة نيوجيرسي سنة 1997.
- العديد من الحفلات بلبنان آخرها حفل مسرح هارون الرشيد وحفل مسرح الليالي وحفل مسرح زاد الخير سنة 2002م.
- بالإضافة إلى حفلات بالعديد من الدول العربية والأوروبية[بحاجة لمصدر] .

## الحياة الشخصية
حسام حسني متزوج ولديه 3 بنات وولد (إيمان وآية وأمنية وحسن) ويقيم في حي المعادي بالقاهرة.